# Linum brevifolium
Linum brevifolium är en linväxtart som beskrevs av A. St.-hil. och Naud.. Linum brevifolium ingår i släktet linsläktet, och familjen linväxter. Inga underarter finns listade i Catalogue of Life.